# 鹿瀬ダム

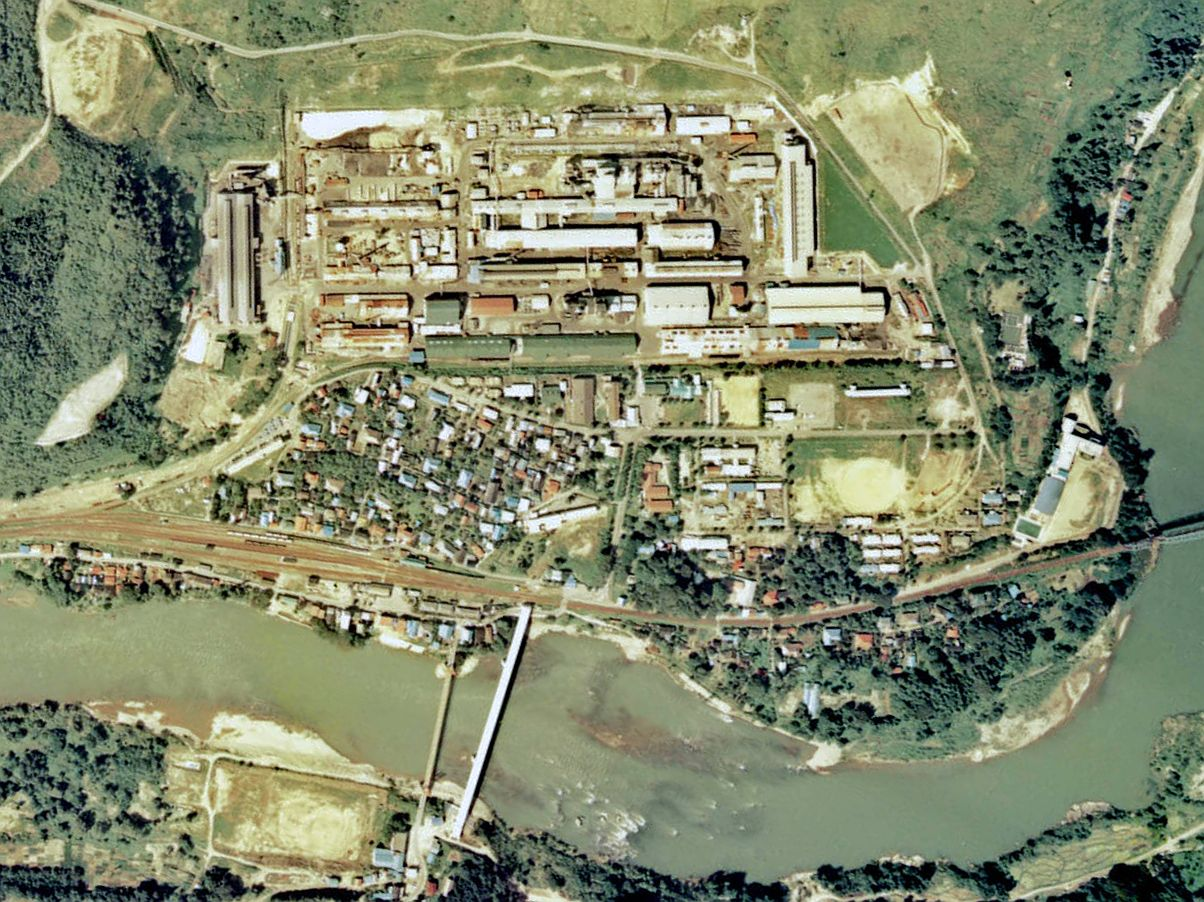
鹿瀬工場周辺

鹿瀬ダム（かのせダム）は、新潟県東蒲原郡阿賀町鹿瀬地先、一級水系 阿賀野川本川中流部に建設されたダムである。地元では大字名を採って「角神ダム」（つのがみ）とも呼ばれる。
東北電力によって管理・運用が行われている発電専用ダムで、型式は重力式コンクリートダム、高さは32.6m。歴史的に価値のある土木建造物として土木学会より日本の近代土木遺産2800選に選定されている。

## 沿革
阿賀野川水系は豊富な水量と急流であることから水力発電の好適地として、明治時代より開発が始まった。当初は猪苗代発電所など猪苗代湖を中心とした水力発電が実施されていたが、電力事業の競争激化に伴い全国的にダム式発電所の建設ラッシュが始まるに連れて、阿賀野川水系においても本格的なダム式発電所による水力発電が志向されていった。
当時阿賀野川中流部の電力開発を手掛けていた東信電気株式会社は、中流部の阿賀野川ライン付近を有力な開発地点としてダム建設を計画、大正末期より本格的な工事に取り掛かった。ダムサイトとなる阿賀野川は川幅が広く水量が豊富であり、通常のダム建設では工事の困難が予想された。そこで参考にしたのが大同電力が木曽川本川に建設した大井ダム（岐阜県恵那市・中津川市）である。大井ダムも川幅が広く水量が豊富な地点に建設されていた。このためダム建設を手掛けた大同電力は「半川締切工法」と呼ばれる工法で大井ダムを建設した。これはダムを建設する際に左右何れかより半分ずつ建設する工法で、まず川の流れを左右何れかに偏らせ、川の流れが無くなった地点よりダム本体を建設する。堤体の半分が完成したら今度は川の流れを完成した堤体方面へ向け、ダム堤体に仮の排水路を設けて水を流し、流れが無くなった旧河道に今度はダムを建設する。川幅が広く通常の工法では掘削量が多すぎたり、何らかの理由で仮排水路トンネルが造れないような場合などに採用される工法であり、近年では二風谷ダム（沙流川）で採用されている。
鹿瀬ダムは日本で二番目に「半川締切工法」で建設されたダムであり、大河川を締め切って建設された本格的なダムであった。1928年（昭和3年）に完成したが、阿賀野川水系で最初に建設されたコンクリートダムでもあった。

## ダムの目的
鹿瀬ダムは前述の様に水力発電を目的にして建設されたダムである。ダム左岸部に建設された鹿瀬発電所（かのせはつでんしょ。写真ではダム右手）は1928年12月1日に運転を開始、認可出力49,500kWを発電し、当時としては大規模な発電所であった。国力増強のために阿賀野川流域の工業地域へ電力を供給するのを目的としており、直下流にある昭和電工鹿瀬工場（現・新潟昭和）などに電力を供給した。この鹿瀬工場は石灰石からカーバイドを経て化学肥料（石灰窒素）を合成する目的で建設されたが、カーバイドを利用してアセトアルデヒドを経て酢酸やその誘導体を合成するアセチレン系有機合成化学工業の工場も併設され、アセトアルデヒド合成工程において排出されたメチル水銀が阿賀野川を汚染し、新潟水俣病を誘発することにつながった。
鹿瀬ダム完成の一年後、1929年（昭和4年）12月1日には直上流に豊実ダム（重力式・34.2m）が建設され発電能力は増強されたが、折から逓信省による「第三次発電水力調査」が1936年（昭和11年）に実施され、阿賀野川と支流の只見川が重点開発地点として注目された。1939年（昭和14年）「電力管理法」施行に伴い戦時経済統制策の一環として日本発送電（日発）が設立されたが、日発は引き続き水力発電開発を進め尾瀬沼・只見川・阿賀野川に20ヶ所のダム・水力発電所を建設する計画を立てた。これに伴って阿賀野川には新郷（1939年）・山郷（1943年）の両ダムが日発によって建設され、戦後東北地方の発送電・配電事業を日発から継承した東北電力がこれを受け継ぎさらに上野尻・揚川（1958年）の両ダムが建設されることで阿賀野川本川のダム式発電所建設計画は一応の完結を見た。これらの発電所による総認可出力は296,200kWと流域有数の電源地帯となった。
その後火力発電が主力となり水力開発は下火となったが、1973年（昭和48年）のオイルショックを機に再度水力発電が見直された。東北電力は阿賀野川に建設された鹿瀬発電所を始め豊実・新郷・山郷の四発電所を再開発して出力を増強する計画を立てた。鹿瀬ダムの右岸に第二鹿瀬発電所（写真ではダム左手の建物）を1973年5月10日に建設し、出力55,000kWを増強した。1975年（昭和50年）には第二豊実発電所（57,100kW）、1984年（昭和59年）には第二新郷発電所（38,800kW）、1992年（平成4年）には第二山郷発電所（22,900kW）が完成し、阿賀野川下流の水力発電所群は増強分を含め470,000kWとなり中規模の揚水発電所と同程度の出力を擁するまでになった。これらの発電所は揚水発電と同様に常時出力が設定されておらず、昼間や夏季など電力需要のピーク時に対応するための発電を行う。

## 鹿瀬ダム調整池

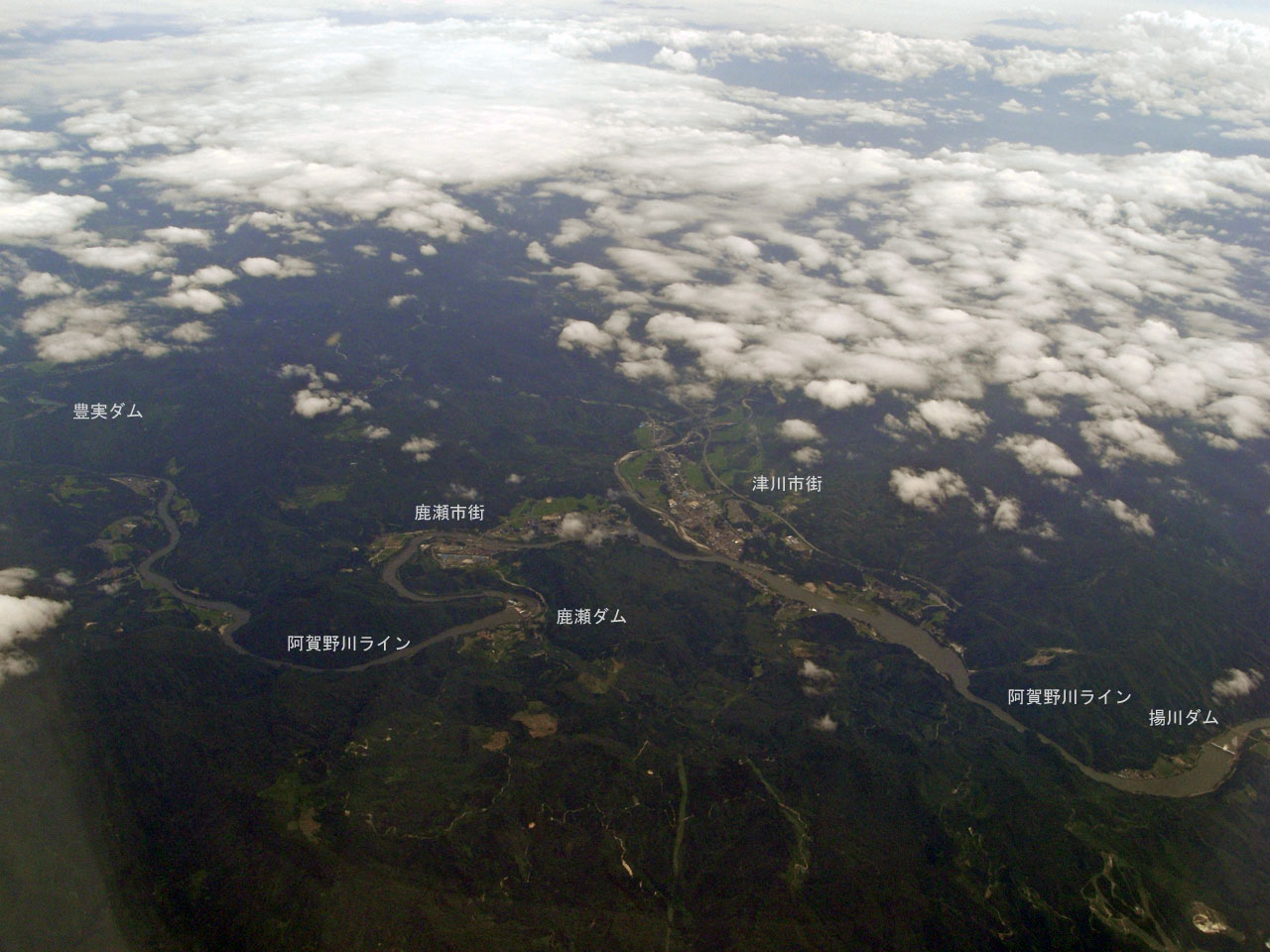
阿賀野川ライン空撮。上流側より豊実、鹿瀬、揚川の各ダムが続く。

鹿瀬ダムによって出来た人造湖は「鹿瀬ダム調整池」という名称で、特別な命名はされていない。だが、この人造湖は阿賀野川ラインを形成している。只見川合流点より下流の阿賀野川は両岸が険阻な峡谷を形成し、豊富な水量はライン川を彷彿とさせる。銚子の口や麒麟山といった断崖絶壁を始め急流に見応えがある。鹿瀬ダム直上流部より奥阿賀遊覧船が就航しており、座敷を設けた「奥阿賀丸」が鹿瀬ダムより上流の阿賀野川ラインを約70分掛けて周遊する。車では国道459号が湖畔を通過しているが、鹿瀬ダムより会津方面へ向かうと十二の橋梁とトンネルが連続する。この橋梁やトンネルにはそれぞれ睦月から師走まで、月の旧称を用いた命名がされている。新緑や紅葉の時期が最も見応えがあるが、新緑の時期は雪融けの時期と重なるため水量が特に豊富であり、鹿瀬ダムを始め阿賀野川のダム全てが放流を行い、豪快な風景を楽しむ事ができる。
ダム下流正面には展望台があり、ダムと発電所を一望できる。湖畔には角神温泉があり、下流の鹿瀬温泉・麒麟山温泉・津川温泉などと温泉郷を形成している。夏は角神湖畔青少年旅行村でアウトドアを、冬には角神スキー場でスキーを楽しむことが出来る他、麒麟山付近には阿賀町の町花・ユキツバキの群生地である「雪椿園」もある。このようにダム周辺には見所が多い。
アクセスは磐越自動車道・津川インターチェンジ下車後直進、国道459号に入り会津若松方面へ北上するとやがて眼前に横長い堤体が見えてくる。公共交通機関ではJR東日本磐越西線・鹿瀬駅下車徒歩約30分である。

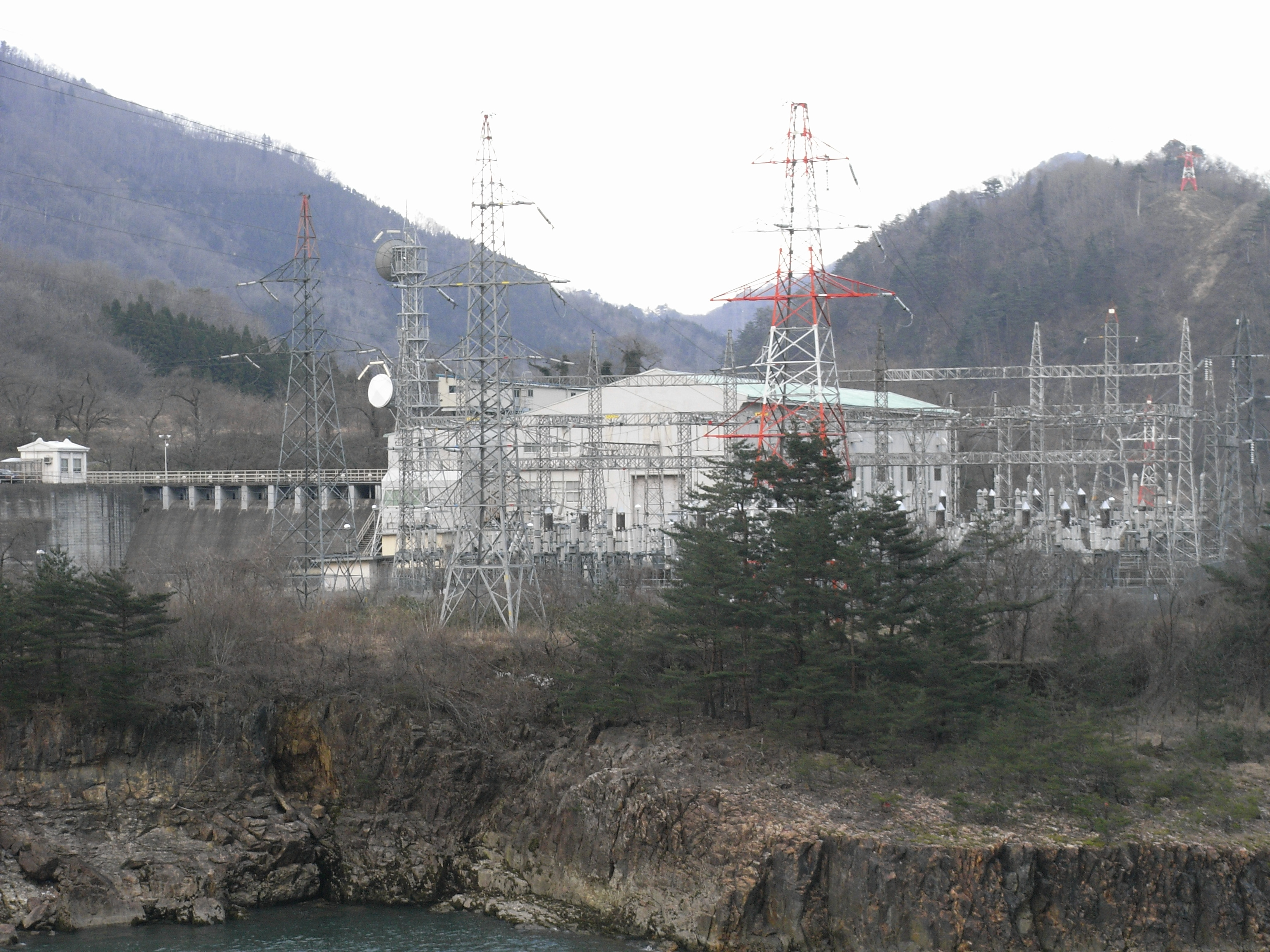
ダム左岸の鹿瀬発電所
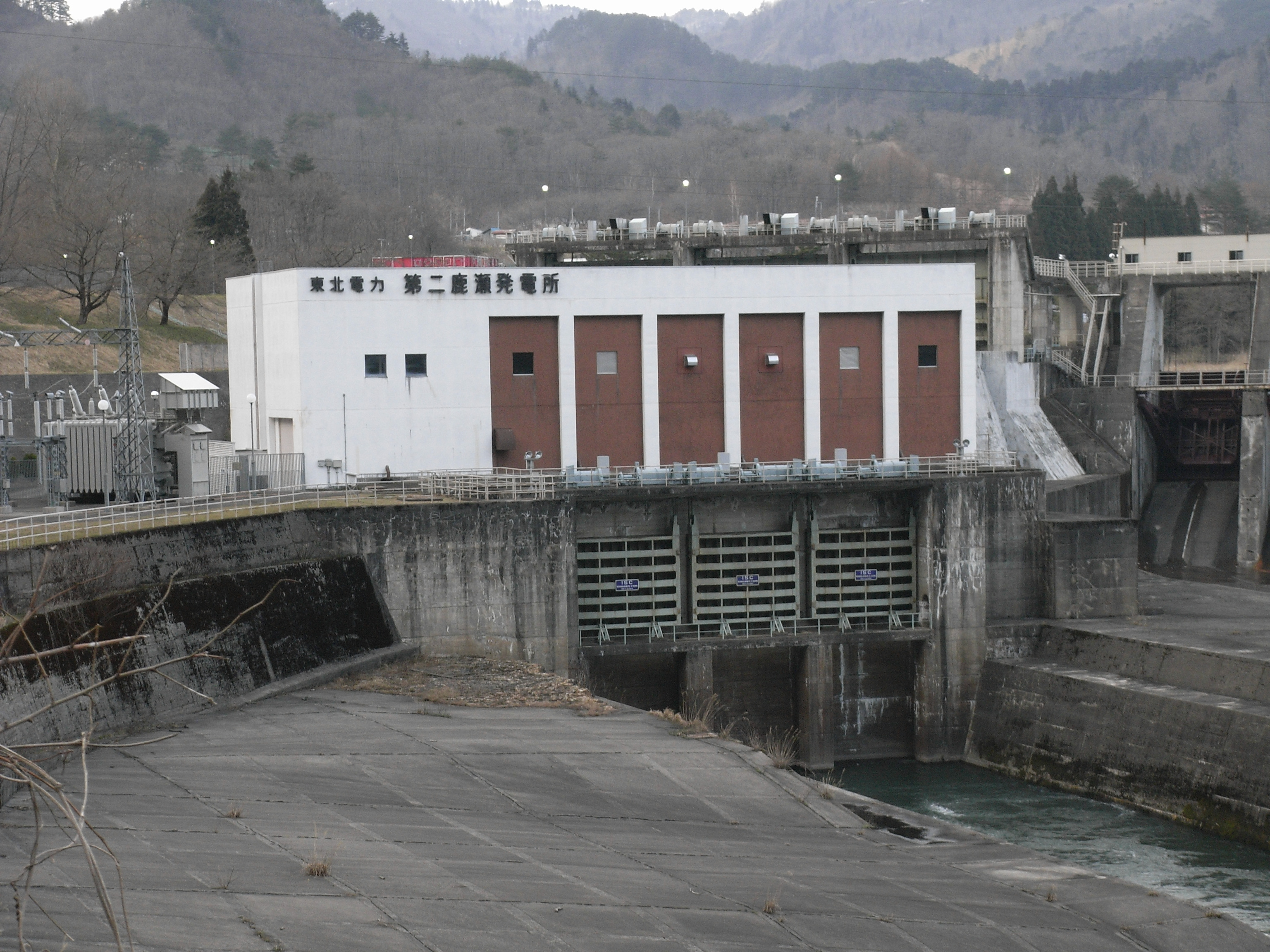
ダム右岸の第二鹿瀬発電所はピーク発電用
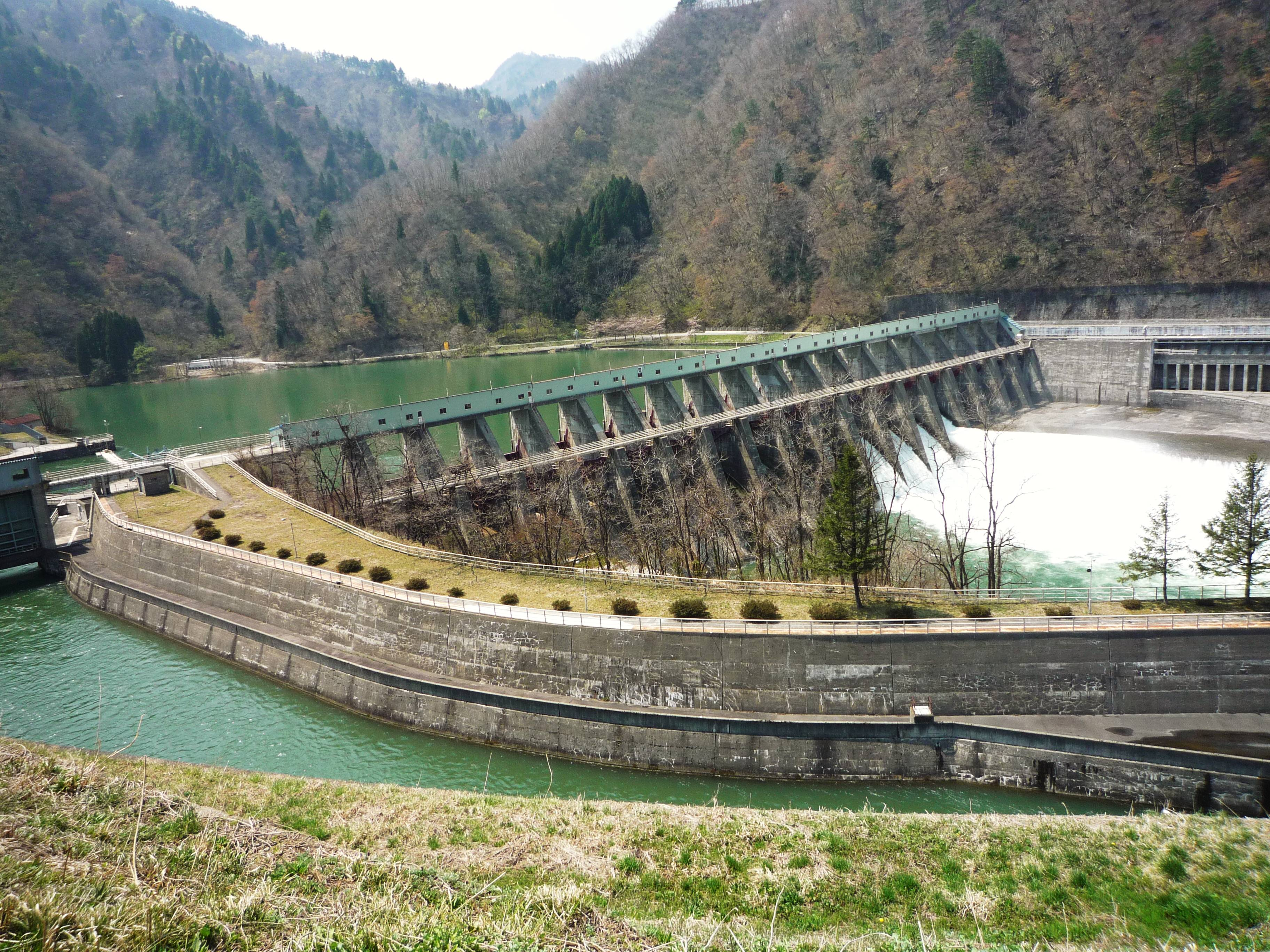
鹿瀬ダム上流の豊実ダム
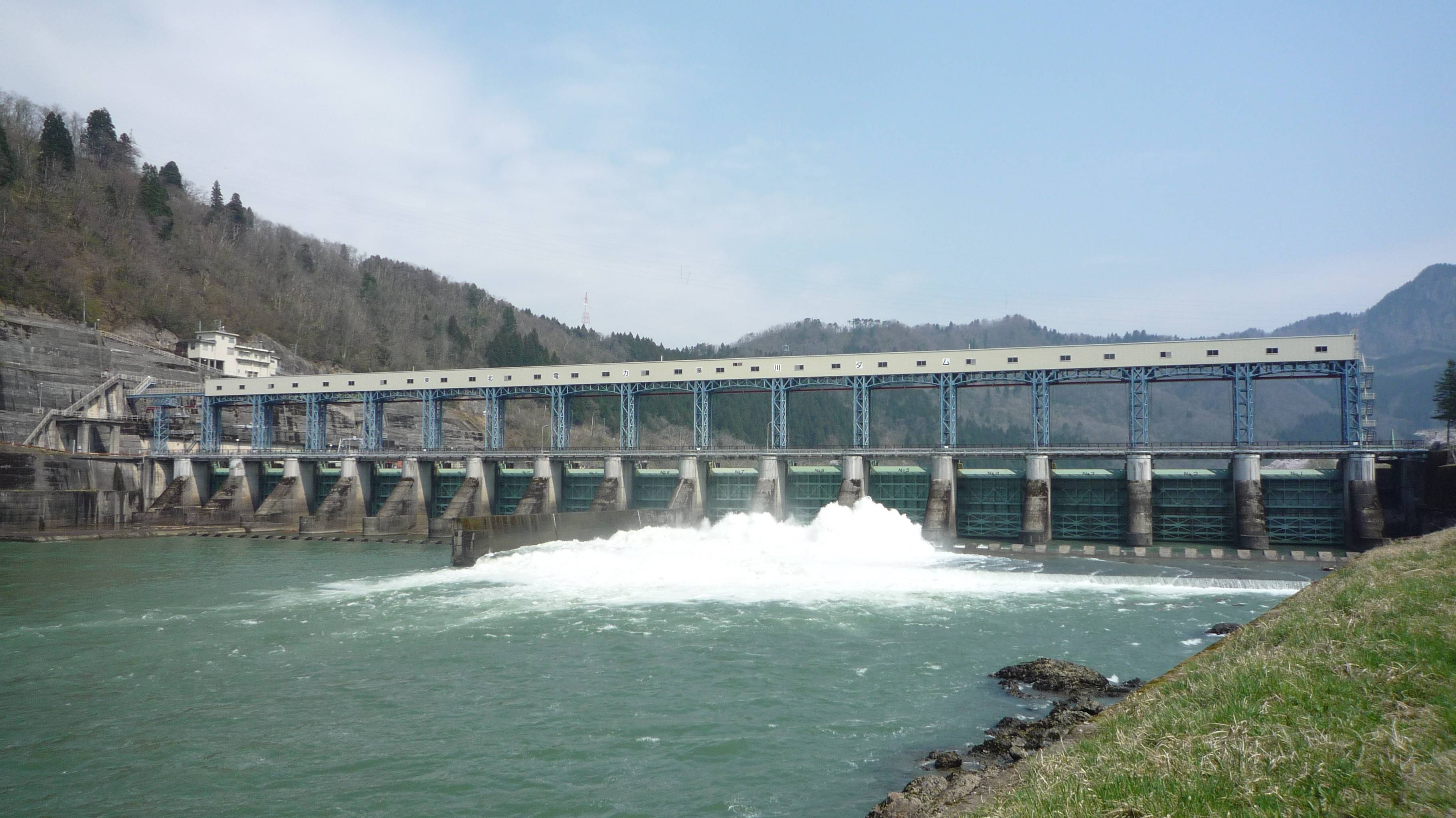
鹿瀬ダム下流の揚川ダム